# Tabla (instrumento de percusión)
El tabla (Hindi: तबला, tablā. Urdú: طبلہ, t̤ablah) es un instrumento de percusión membranófono compuesto por dos unidades. En la música clásica indostaní no solo se usa como acompañamiento rítmico, sino también como instrumento solista.
También es usado en la música tradicional de India, Pakistán, Afganistán, Nepal, Bangladés y Sri Lanka.
El término tablá se refiere tanto al par de tambores (usados en algunas variantes de música india) como solamente al tambor melódico.

## Construcción

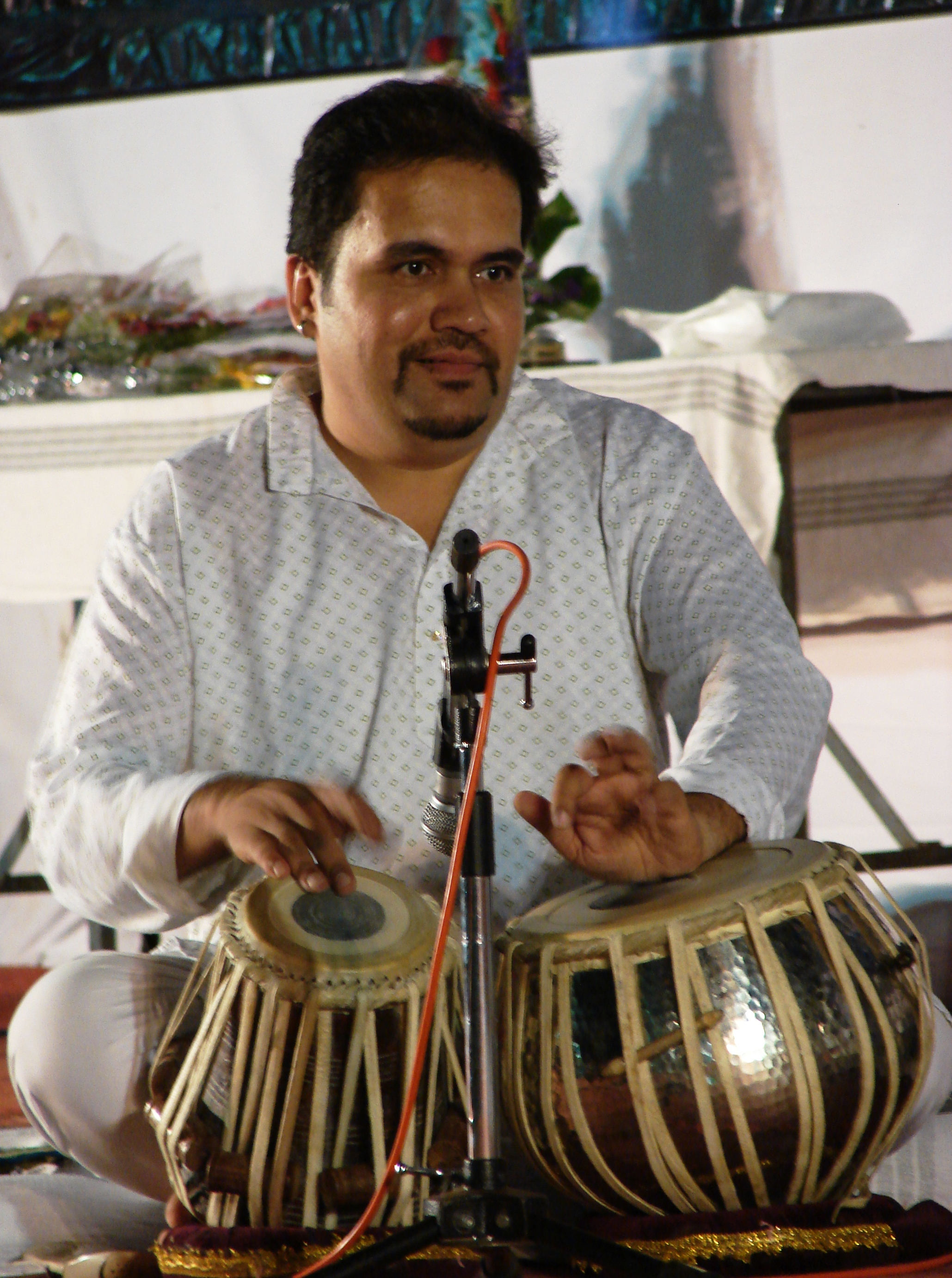
El percusionista indio Nikhil Phatak interpretando la tabla

El tabla consiste en un pequeño tambor de hierro llamado sida (aluró, pequeños peruanos o dayan') y otro más grande llamado dagga (bayan). El sidda se toca con los dedos y palma de la mano derecha, mientras que el dagga se toca con los dedos, palma y muñeca de la mano izquierda (de hecho, dayan significa ‘derecha’ y bayan, ‘izquierda’). Los tambores se acomodan en dos cojines con forma de toroide llamados chutta, hechos de fibra de planta y envueltos de tela.
Ambos tambores tienen un círculo dentro, en la cabeza, compuesto de madera de sándalo o de una pasta especial, llamado shai, shahi o syahi (literalmente ‘tinta’), que tiene un sonido diferente al de otras partes del tambor, lo que permite mayor versatilidad sonora. El syahi también permite producir los complejos armónicos de este tambor, que los intérpretes expertos saben aprovechar.

## Historia

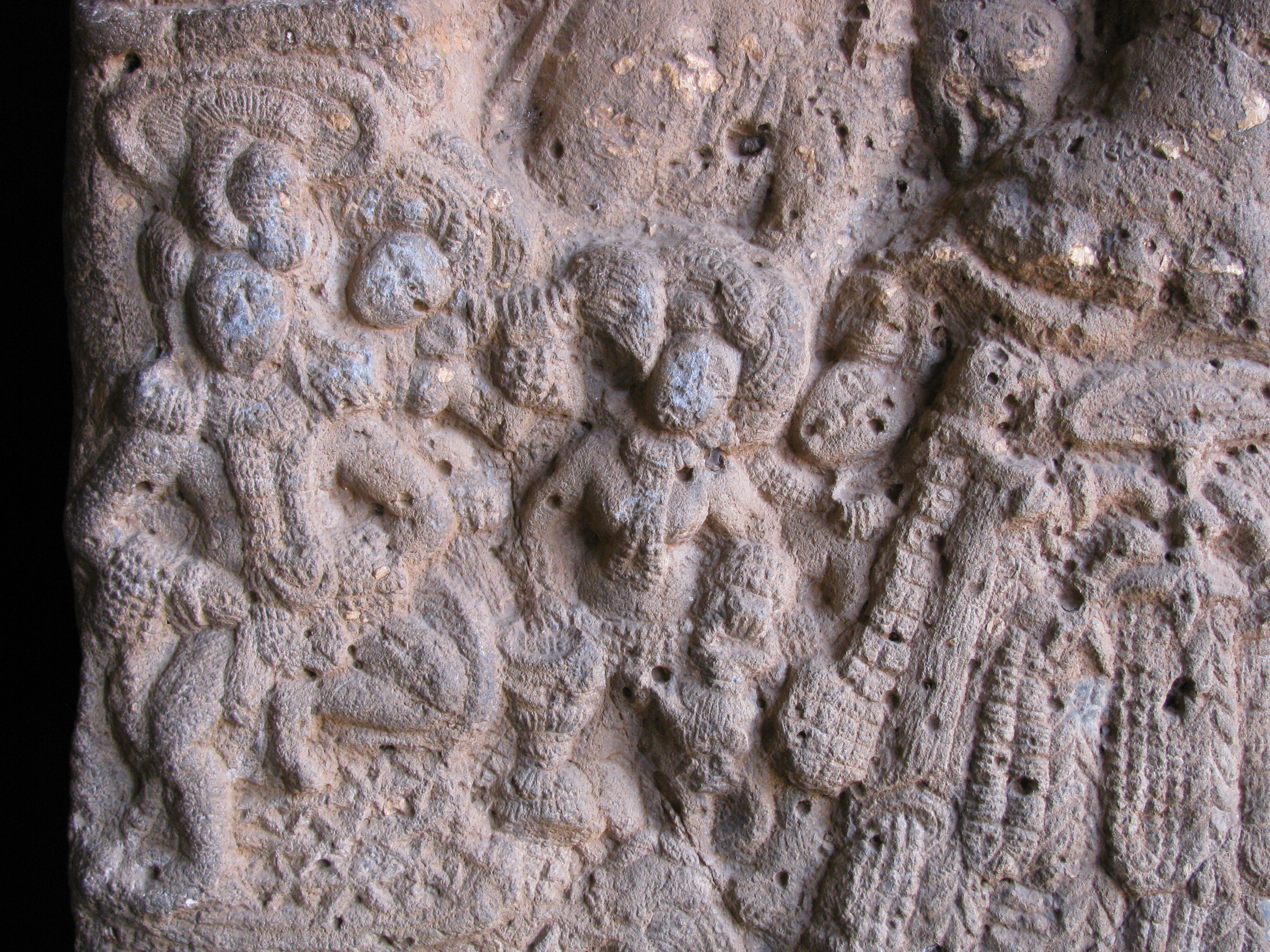
Bajorrelieve en las cuevas de Bhaja (situadas en el estado indio de Maharashtra) muestra a una mujer que toca dos tambores (uno sobre cada rodilla).

Instrumentos de percusión similares aparecen en esculturas de antiguos templos indios, aunque la opinión ampliamente aceptada es que la forma moderna de la tabla ha estado en uso desde el siglo XVII o XVIII.
Un bajorrelieve en las cuevas de Bhaja (situadas en el estado indio de Maharashtra) muestra a una mujer que toca dos tambores (uno sobre cada rodilla) y otra mujer que danza. La talla data posiblemente del 200 a. C.

Una escultura del siglo XII en el templo Hoysala (en el estado indio de Karnataka), muestra a una mujer tocando dos tambores (que podrían ser una tabla).
El tablá es un instrumento de percusión del estilo musical clásico indio khyal.

## Técnica
El tambor que se toca con la mano dominante está hecho de madera y se afina a una nota específica, contribuyendo o complementando así a la melodía. El rango de afinación es limitado, aunque hay dayans de diferentes tamaños, cada uno con su propio tono.
Para entrar en armonía con el solista, normalmente será necesario afinar el dayan con la tónica, la dominante o la subdominante de la tonalidad del solista.
El otro tambor del tabla es más grande y está hecho de metal (o, a veces, arcilla, aunque es más raro). Tiene un tono bajo más profundo y sostenido. Además de los golpes normales con las puntas de los dedos, se usa la muñeca para aplicar presión, o para deslizarla sobre el parche para lograr un glisando. Esta técnica consigue un efecto inusual y altamente característico del instrumento.
Los golpes con los que se hace sonar el instrumento se llaman bol, y tienen nombres de sílabas. Cada uno de estos bol pueden ser de la mano derecha, de la izquierda o de ambas manos a la vez. Los nombres de los bol generalmente se conocen por su transcripción fonética (por ej. dha en vez de धा, tin en vez de तिं) debido a una mayor facilidad para recordarlos (para los occidentales) y a que es más fácil transmitirlos por medios mecánicos y electrónicos.
Estos bol se agrupan en ritmos, o theka (pronunciado tjeka), que transcritos o dichos son serie de sílabas/palabras seguidas que representan los golpes de los que se componen. Es muy común que los intérpretes de tabla reciten en voz alta los thekas que van a tocar justo antes de hacerlo.

Armonio, tocar Tabla

## Intérpretes famosos
| - Shubhankar Banerjee - Tanmoy Bose - Tapan Kumar Bhattacharya - Anindo Chatterjee - Swapan Chaudhari - Kanai Datta - Aloke Dutta - Bikram Ghosh - Nikhil Ghosh - Jnan Prakash Ghosh - Nayan Ghosh - Shankar Ghosh - Abhijit Banerjee - Fazal Qureshi | - Trilok Gurtu - Afaq Hussain - Wajid Hussain - Zakir Hussain - Ibrahim Ibrahimi - Karsh Kale - Akram Khan - Amir Hussain Khan - Feroz Khan - Habibuddin Khan - Keramatullah Khan - Paola & Maria Khan - Shafaat Ahmed Khan - Sandip Burman - Shaukat Hussain Khan | - Tari Khan - Tafo Khan - Chatur Lal - Mahaparush Mishra - Anokelal Mishra - Nikhil Phatak - Aneesh Pradhan - Samta Prasad - Usthad Alla Rakha - Talvin Singh - Suresh Talkwalkar - Ahmedjan Thirakwa - Kishen Maharaj - Chhote Lal Misra |